# Rudolf Fröhlich Veselić
Rudolf Fröhlich Veselić (Beč?, 14. siječnja 1819. – Mondsee, 12. ili 21. rujna 1862.), hrvatski književnik i jezikoslovac.

## Životopis
Pohađao je gimnaziju u Vinkovcima, a studirao u Beču. Tamo je radio kao novinar, pisac i prevoditelj. Pripadao književnojezičnomu ilirskomu krugu., a preveo je Babukićevu slovnicu iz 1836. godine. Osnove ilirske gramatike objavljuje pod naslovom "Grundzüge der Ilirischen Grammatik", 1839. godine. Razlikujući hrvatski i srpski jezik, objavio je priručne gramatike hrvatskoga i srpskoga, te hrvatsko-njemački i njemačko-hrvatski rječnik.